# Procambarus lylei
Procambarus lylei är en kräftdjursart som beskrevs av Fitzpatrick och Hobbs 1971. Procambarus lylei ingår i släktet Procambarus och familjen Cambaridae. IUCN kategoriserar arten globalt som starkt hotad. Inga underarter finns listade i Catalogue of Life.